# Kalkspricklav
Kalkspricklav (Acarospora glaucocarpa) är en lavart som först beskrevs av Erik Acharius, och fick sitt nu gällande namn av Körb. Kalkspricklav ingår i släktet Acarospora och familjen Acarosporaceae.  Arten är reproducerande i Sverige. Inga underarter finns listade i Catalogue of Life.

## Källor

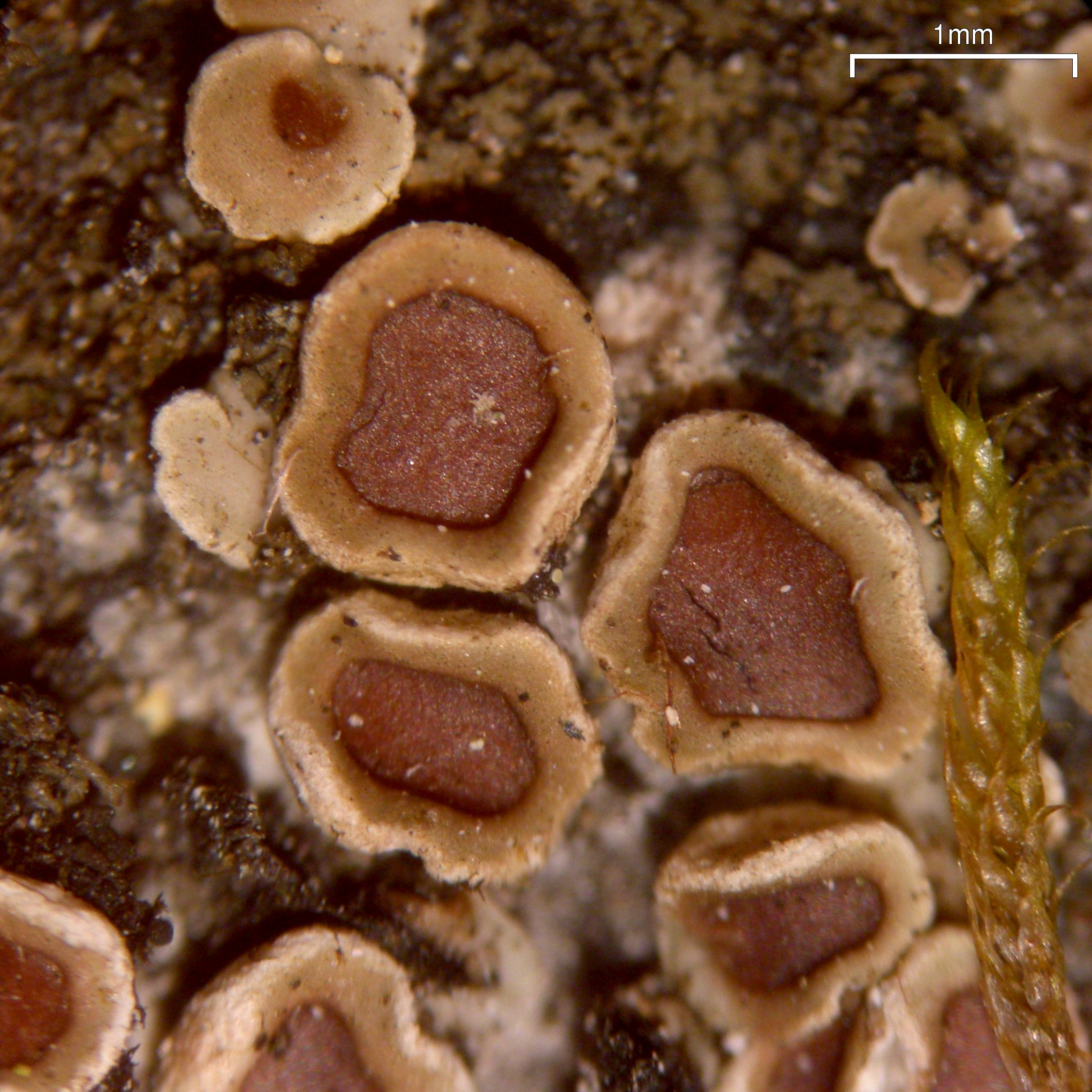
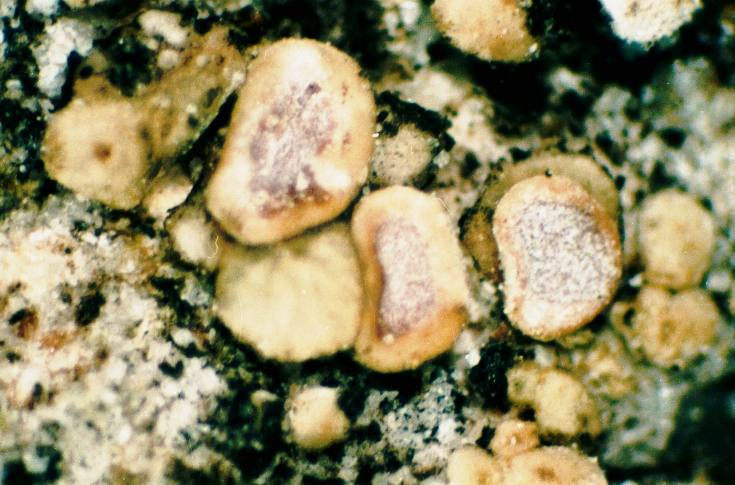
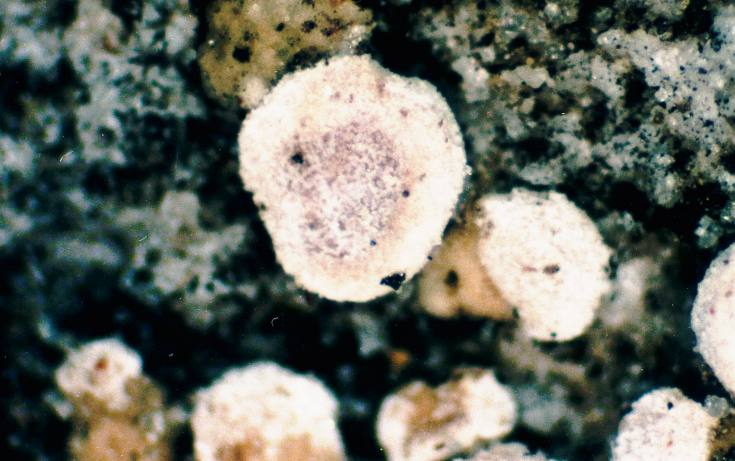
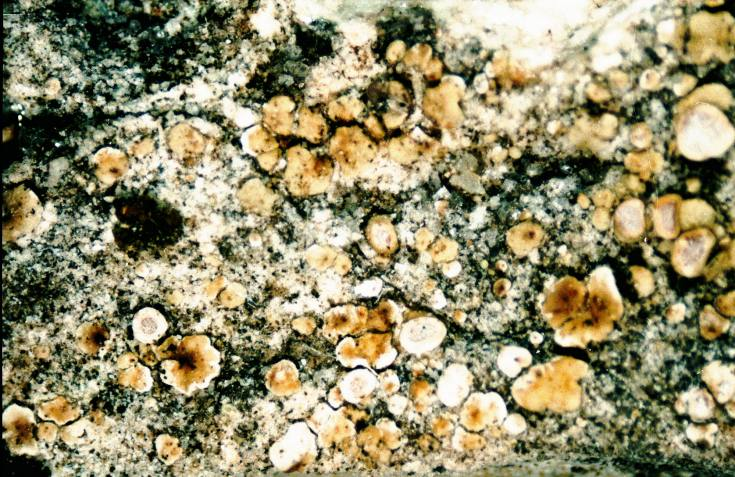